# Anna Murashige
Anna Murashige (村重 杏奈 Murashige An'na?,  Prefectura de Yamaguchi, Japón, 29 de julio de 1998) es una Idol y cantante japonesa, actualmente miembro del grupo femenino HKT48, donde forma parte del Equipo KIV. También fue miembro de NMB48 entre 2014 y 2015.

## Biografía

### Primeros años
Murashige nació el 29 de julio de 1998 en la Prefectura de Yamaguchi, Japón, hija de padre japonés y madre rusa. Tiene dos hermanas menores, Maria y Erika, quienes son actrices infantiles afiliadas a la división Kyushu de Watanabe Entertainment. Murashige habla ruso con fluidez y ha viajado a Rusia en siete ocasiones, incluso ha afirmado hablar en ruso en su hogar.

### Carrera
El 10 de julio de 2011, Murashige aprobó la primera audición para la nueva unidad HKT48; fue presentada junto con otros miembros del grupo el 23 de octubre del mismo año. El 26 de noviembre, debutó en el HKT48 Theatre. El 4 de marzo de 2012, Murashige fue seleccionada como una de los dieciséis miembros del recién formado Equipo H de HKT48. El 17 de agosto de 2012, apareció en el drama televisivo Majisuka Gakuen 3, siendo la única miembro de HKT48 en participar.
En junio de 2014, Murashige se posicionó en el puesto número 67 en las elecciones generales de AKB48. Más tarde en ese mes, la revista Shukan Bunshun publicó un artículo sobre una supuesta cita de Murashige (en aquel entonces de quince años de edad) con el idol Aran Abe de Johnny's Jr., de dieciséis años. Murashige pronto se disculpó públicamente vía Google+.
Su eslogan es en ruso: Всем привет. Я Вас очень очень люблю. ("Hola a todos. Amo a cada uno de ustedes mucho, muchísimo").